# 普拉德 (上卢瓦尔省)
普拉德（法語：Prades，法語發音：[pʁad] ⓘ）是法国上卢瓦尔省的一个市镇，属于布里尤德区。

## 地理
普拉德（45°1'39"N, 3°35'34"E）面积4.82 平方千米，位于法国奥弗涅-罗讷-阿尔卑斯大区上盧瓦爾省，该省份为法国中南部省份，北起多姆山省和卢瓦尔省，西接康塔爾省，南至洛泽尔省，东临阿尔代什省。
与普拉德接壤的市镇（或旧市镇、城区）包括：沙赖、屈贝勒、阿列河畔莫尼斯特罗勒、圣贝兰、圣于连德沙兹。

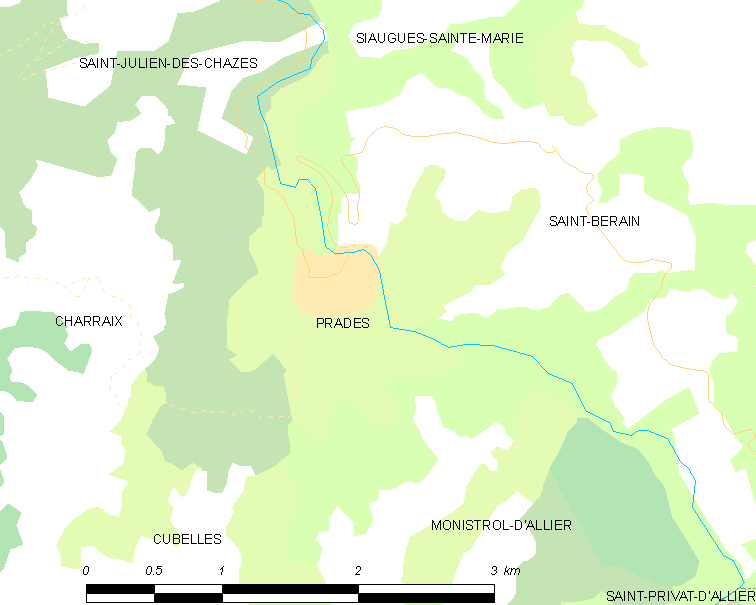
的OSM定位图

普拉德的时区为UTC+01:00、UTC+02:00（夏令时）。

## 行政
普拉德的邮政编码为43300，INSEE市镇编码为43155。

## 政治
普拉德所属的省级选区为阿列峡-热沃当县。

## 人口

1962-2008年间人口变化图示

普拉德于2022年1月1日时的人口数量为72人。